# Epitheca bimaculata
Epitheca bimaculata là loài chuồn chuồn trong họ Corduliidae. Loài này được Charpentier mô tả khoa học đầu tiên năm 1825.

## Hình ảnh

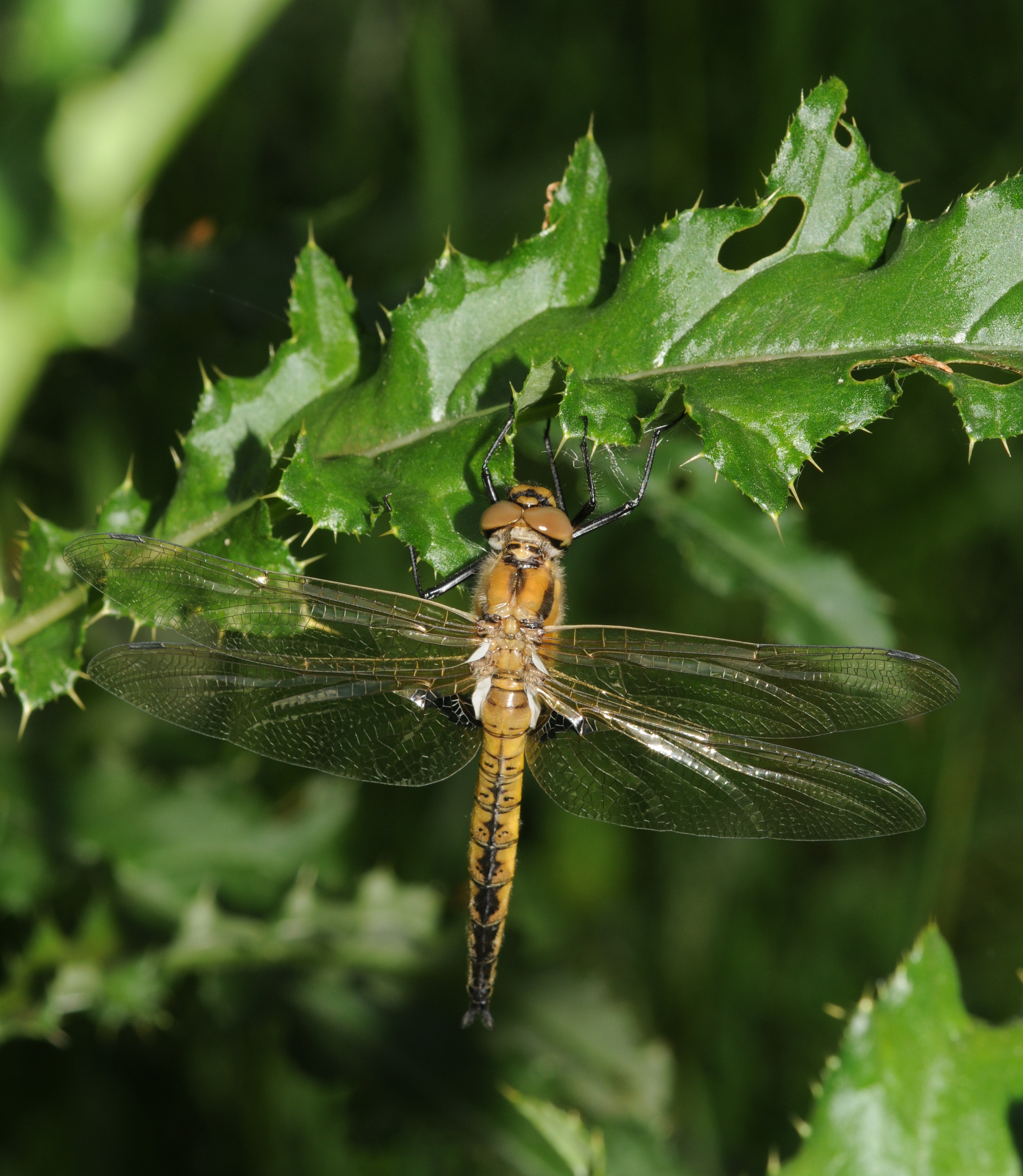
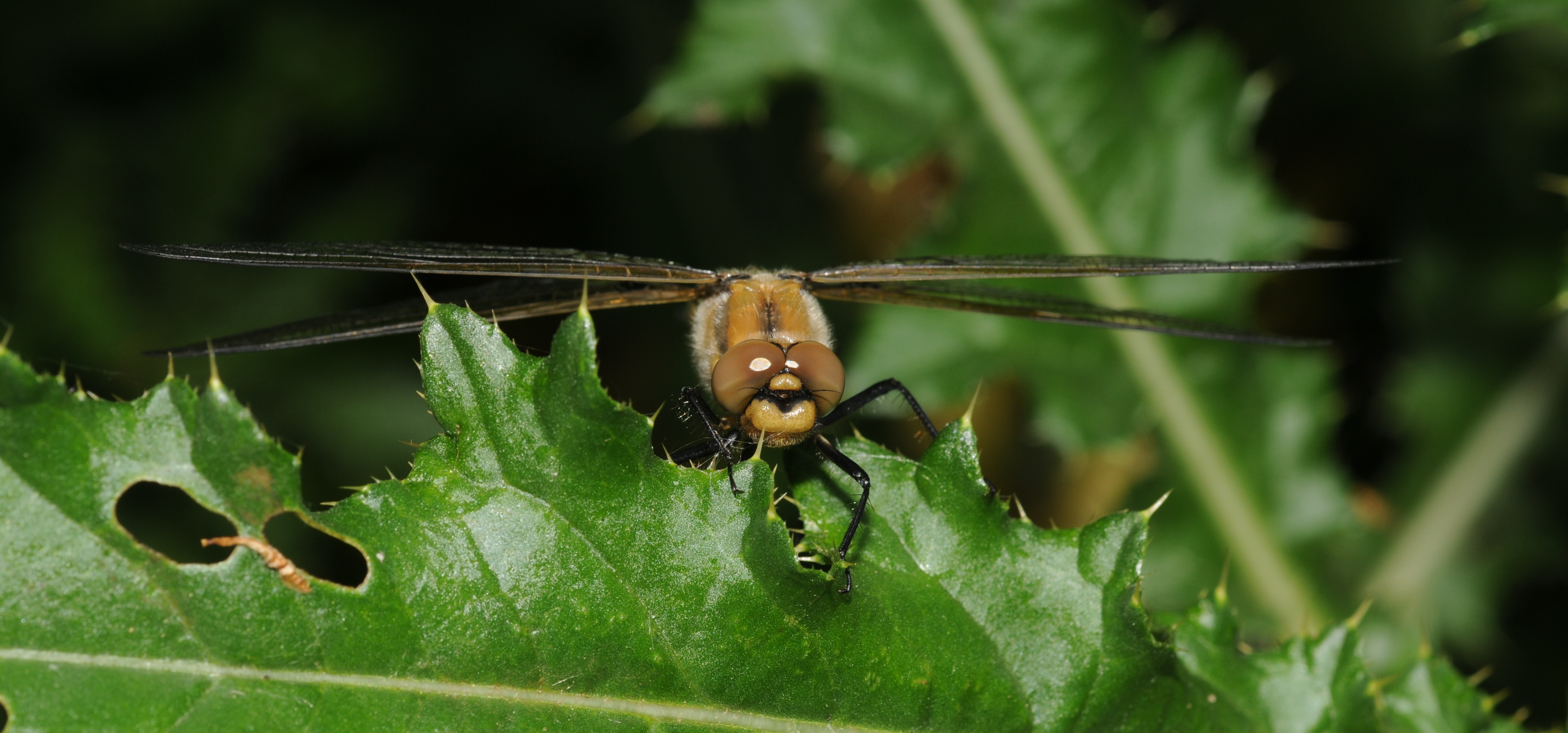
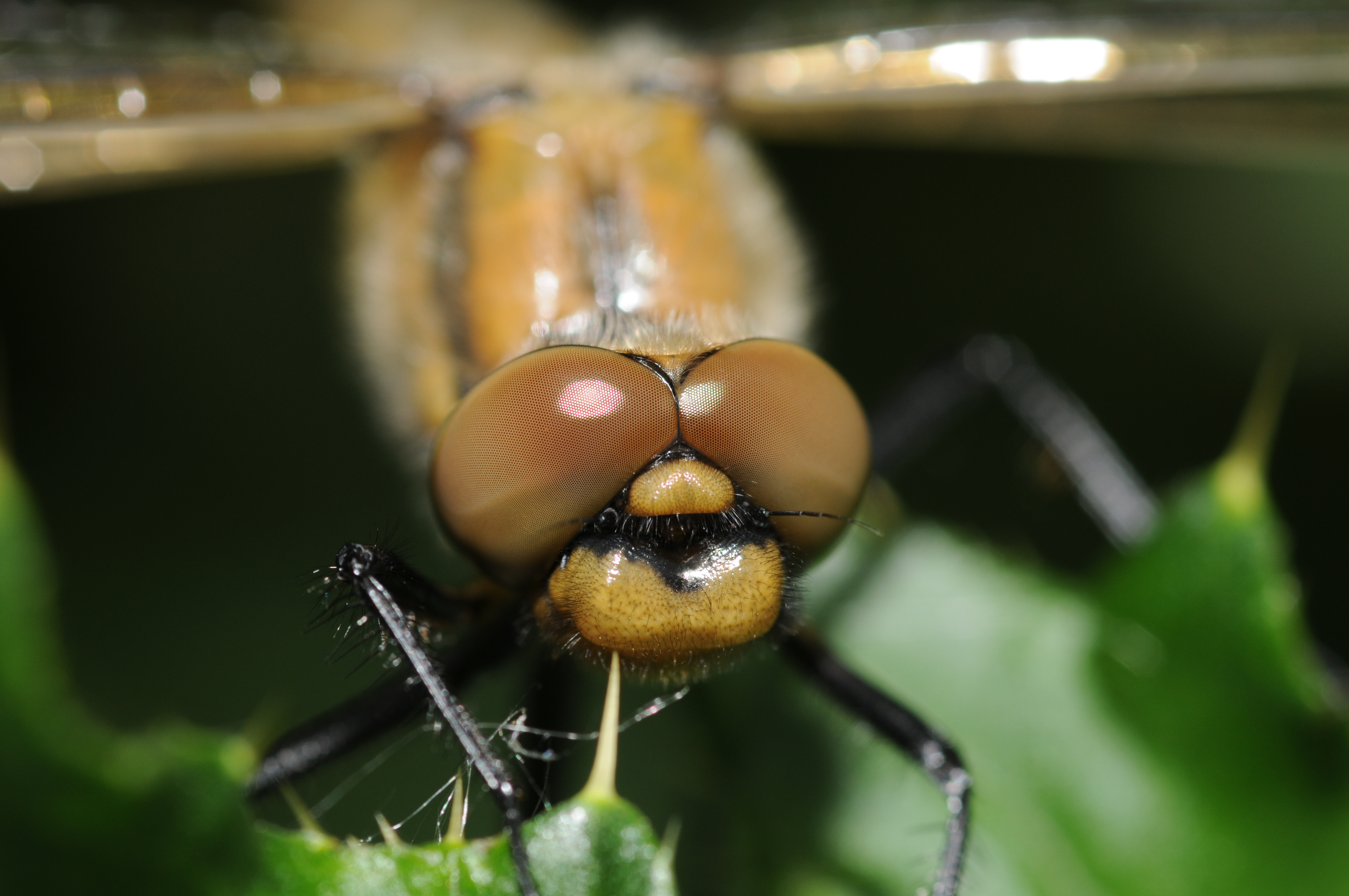
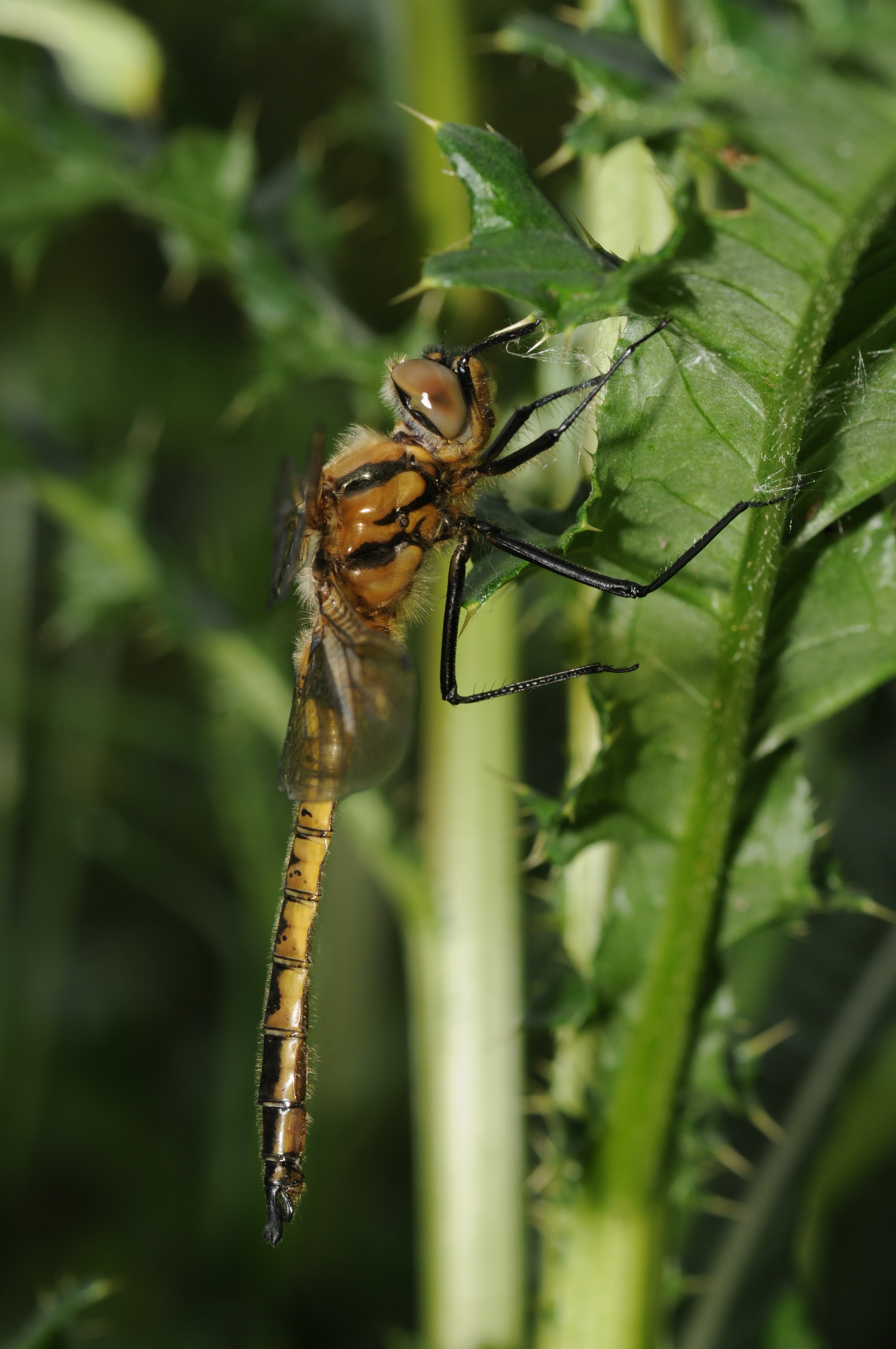